# Paul Margueritte

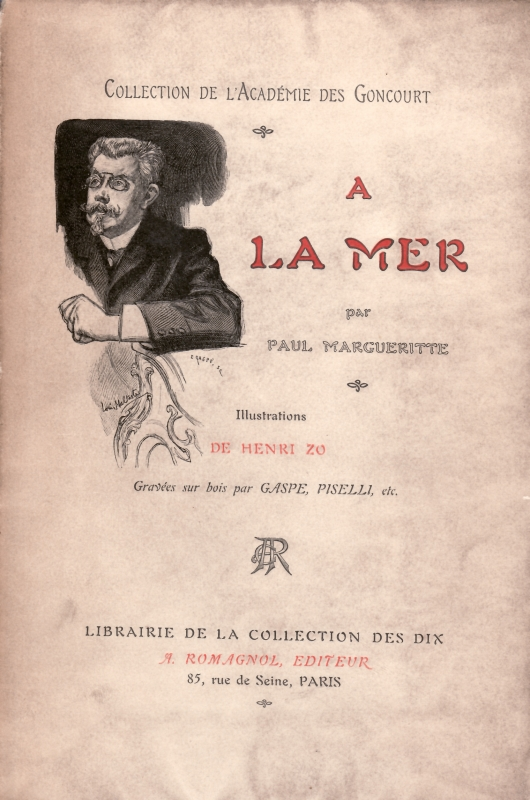
À la mer, 1906, retratado por Henri-Achille Zo.

Paul Margueritte (Laghouat, Argelia, 20 de febrero de 1860-Hossegor, hoy Soorts-Hossegor, Las Landas, 29 de diciembre de 1918) fue un escritor francés, hermano de Victor Margueritte, también escritor.

## Biografía
Era hijo del general Jean Auguste Margueritte (1823-1870), herido de muerte en la batalla de Sedán, cuya biografía escribió (Mon père, 1884; ed. ampliada, 1897). Sus dos hijas, igualmente novelistas, escribieron con el nombre de Lucie Paul-Margueritte (1886-1955) y Ève Paul-Margueritte (1885-1971). Figuró entre los diez miembros de la Academia Goncourt y se comprometió con su hermano en la lucha por la igualdad de derechos de las mujeres; al respecto publicó en especial Adam, Ève et Brid'oison. Adepto inicialmente al naturalismo, publicó distintas novelas de este género: Tous Quatre, La Confession posthume, Pascal Géfosse o incluso Jours d'épreuves antes de romper con Émile Zola. En 1896 él y su hermano Victor Margueritte iniciaron un ciclo de novelas históricas (4 en total): Una época (Le désastre, Les tronçons du glaive, Les braves gens y La Commune), cuya redacción concluyó en 1908. Fue amigo y contertulio del escritor español Armando Palacio Valdés, quien venía frecuentemente a veranear a una casa que tenía en Las Landas y también defendía la igualdad de la mujer.
Los hermanos Margueritte estaban emparentados con el poeta del simbolismo Stéphane Mallarmé por su abuelo Victor Mallarmé (1803-1871), tío del mismo.
Vivió en Villa de Beauséjour, en el XVI Distrito de París junto al Bois de Boulogne.

## Obras
- Pierrot assassin de sa femme (1882), pantomima[3]
- Mon père (1884)
- Tous quatre (1885)
- La confession posthume (1886)
- Jours d'épreuve (1886)
- Pascal Gefosse (1887)
- Colombine pardonnée (1888), pantomima
- Le petit théâtre, teatro de marionetas (1888)
- Amants (1890)
- Maison ouverte (1890)
- La force des choses, (1890)
- Bonne fortune, (1891)
- Éloge de Pierrot (1891)
- Le Cuirassier blanc (1892), relato
- Sur le retour (1892)
- Ma grande (1893)
- La mouche (1893), relatos
- Âme d'enfant (1894)
- L'Avril (1894), relato
- Fors l'honneur (1894)
- La tourmente (1894)
- Simple histoire (1895)
- Le jardin du passé (1895), recuerdos de infancia
- L'Essor (1896)
- L'Eau qui dort (1896)
- Le Pacte (1897), comédie
- L'album secret (1900)
- Elémir Bourges (1905)
- À la mer (1906)
- Les pas sur le sable (1906), recuerdos de infancia
- Les jours s'allongent (1908), recuerdos de juventud
- L'officer français, ce qu'il réclame (1908)
- La lanterne magique (1909)
- La Faiblesse humaine (1910)
- Les Fabrecé (1912), novela realista por entregas
- La Maison brûle (1913)
- Les Sources vives (1913)
- La Flamme (1914)
- Nous, les mères (1914)
- L'autre lumière (1915)
- Contre les Barbares, 1914-1915 (1915)
- L'Embusqué (1916), novela patriótica y moralizadora sobre una pareja durante la Primera Guerra Mundial. La esposa de un pintor que multiplica las infidelidades toma a un amante que se refugia en Suiza ante el estallido del conflicto para escapar de sus obligaciones militares. Ella repudia a su amante, que se niega al sacrificio, y encuentra que su esposo regresó del frente gravemente herido.
- L'immense effort, 1915-1916 (1916)
- Jouir (1918)
- Pour toi, patrie! (1918)
- Sous les pins tranquilles (1918)
- Adam, Ève et Brid'oison (1919)
- Le printemps tourmenté: Souvenirs littéraires 1881-1896 (1919)
- Au voleur ! Au voleur ! (1920), moralidad en 2 actos
- Le sceptre d'or (1921)
- Tante Million (1925)
- La cité des fauves (1928)

### Con su hermano Victor Margueritte
- La Pariétaire (1896)
- Le Carnaval de Nice (1897)
- Poum, aventures d'un petit garçon (1897), colección de anécdotas sobre la vida de un muchacho secreto y complejo, hijo de un oficial superior. Es comparable a Vipère au poing, de Hervé Bazin[4]
- Une époque (4 vols, 1898-1904)
  - Vol. 1 Le Désastre (1898): presentación de la Guerra francoprusiana de 1870 a través de los contratiempos de un oficial de personal, Pierre Du Breuil; el general Bazaine es descrito como un cobarde; la escritura muestra un antisemitismo larvado en el ambiente de la sociedad
  - Vol. 2 Les tronçons du glaive (1900)
  - Vol. 3 Les braves gens (1901)
  - Vol. 4 La Commune (1904)
- Femmes nouvelles (1899)
- Le Poste des neiges (1899)
- Mariage et Divorce (1900)
- Les Deux Vies (1902)
- Le Jardin du Roi (1902)
- L'Eau souterraine (1903)
- Zette, histoire d'une petite fille (1903)
- Histoire de la guerre de 1870-71 (1903)
- Le Prisme (1905)
- Quelques idées : le mariage libre, autour du mariage, pèlerins de Metz, l'oubli et l'histoire, les charges de Sedan, l'officier dans la nation armée, l'Alsace-Lorraine (1905)
- Le Cœur et la Loi, pieza en 3 actos, estrenada en París, Teatro del Odeón, el 9 de octubre de 1905
- Sur le vif (1906)
- Vanité (1907)
- L'Autre, pieza en 3 actos, estrenada en París, Comédie-Française, el 9 de diciembre de 1907
- L'eau souterraine (1910)
- Nos tréteaux. Charades de Victor Margueritte. Pantomimes de Paul Margueritte (1910)